# Gnathochromis
Genre
Gnathochromis est un genre de poissons de la famille des Cichlidae. Toutes ses espèces sont endémiques du lac Tanganyika.

## Liste des espèces
Selon FishBase (1 février 2016) et ITIS (1 février 2016) :
- Gnathochromis permaxillaris (David, 1936)
- Gnathochromis pfefferi (Boulenger, 1898)